# Oncinotis glabrata
Oncinotis glabrata là một loài thực vật có hoa trong họ La bố ma. Loài này được (Baill.) Stapf ex Hiern mô tả khoa học đầu tiên năm 1898.